# Basca (groupe)
Pour les articles homonymes, voir Basca.
Basca est un groupe équatorien de heavy metal, originaire de Cuenca. Il est formé par Juan Pablo Hurtado, Paulo Freire et Xavier Calle, et consolidé en 1993. Il sort son premier album Hijos de... en 1997. Basca s'oriente vers le genre metal avec des paroles à caractère social et d'inspiration quotidienne.
Leurs textes parlent de protestation sociale et de mythologie, en utilisant des métaphores. Ils sont dans la diffusion de leur album Es hora de pelear, sorti en octobre 2018, après avoir conclu la tournée de leur précédent album, Siniestro, sorti à la fin de l'année 2015.

## Histoire
L'histoire de Basca commence en 1990 à Cuenca, capitale de la province d'Azuay, où quatre jeunes amateurs tentent de consolider leur premier groupe. Juan Pablo Hurtado, Alex Betancourt, Paulo Freire et Franklin Pérez, tous amis, certains d'entre eux étant des camarades d'école et d'autres du conservatoire. Au début, ils se consacrent aux reprises d'autres groupes. Au début de 1993, Alex quitte le groupe et Xavier Calle (un autre étudiant du conservatoire) le rejoint. Peu après, ils commencent à créer et à publier des chansons inédites, acquérant une grande popularité dans leur ville natale et donnant plusieurs concerts à Quito en 1996, notamment au festival Al Sur del Cielo. En 1997, ils publient leur premier album Hijos de..., avec lequel ils entament une tournée nationale, dont le concert à la Concha Acústica de Quito a servi de base à l'enregistrement de leur premier album en direct Hijos de... en vivo de 1998. 
En 1999, le groupe commence la production d'un nouvel album, qui sort en 2000 : Tierras nefastas, avec un meilleur son et une meilleure qualité musicale. Au milieu de la même année, pour des raisons professionnelles, Paulo Freire quitte le groupe, mais Basca recrute Paúl M, Guillo R, et Folo Jara, et continue leurs performances jusqu'en 2004. Après plusieurs années de concerts en Équateur, en Colombie et au Pérou, ils sortent leur troisième album studio, Resucita, en 2006 dans un studio professionnel de Quito, avec des chansons plus rapides, plus agressives et plus compactes, où une évolution musicale est perceptible. En 2008, ils rééditent leurs deux premiers albums studio Hijos de... et Tierras nefastas, avec un accordage plus bas, de nouveaux arrangements mélodiques et harmoniques et une production musicale professionnelle. La même année, ils sortent un DVD de 12 titres sous le nom de Resistiremos , une œuvre avec laquelle ils jouent aux États-Unis. En 2015, ils sortent leur album suivant, Siniestro. Basca fait ensuite la promotion de son EP Es hora de pelear sorti en 2018, avec des concerts prévus au Mexique, en Colombie et aux États-Unis. À la fin 2022, le guitariste Folo Jara décède, laissant sa place à son frère Jonatan Jara.
Basca a partagé la scène avec de grands groupes internationaux tels que Metallica, Megadeth, Obituary, Testament, Suicidal Tendencies, Sepultura, Mortal Sin, Kreator, Carnifex, Rata Blanca, Barón Rojo, Saratoga, Ángeles del Infierno, Ilegales, Mägo de Oz, et WarCry, entre autres.
Basca est actuellement considéré comme l'un des groupes les plus influents de la scène heavy metal équatorienne, devenant le groupe principal à l'affiche des principaux festivals et recevant plusieurs prix locaux et nationaux.

## Discographie
- 1997 : Hijos de...
- 1998 : Hijos de... (en vivo)
- 2000 : Tierras Nefastas
- 2006 : Resucita
- 2008 : Hijos de... (réédition)
- 2008 : Tierras Nefastas (réédition)
- 2015 : Siniestro
- 2018 : Es Hora de Pelear (EP)